# Allgemeine Luftfahrt

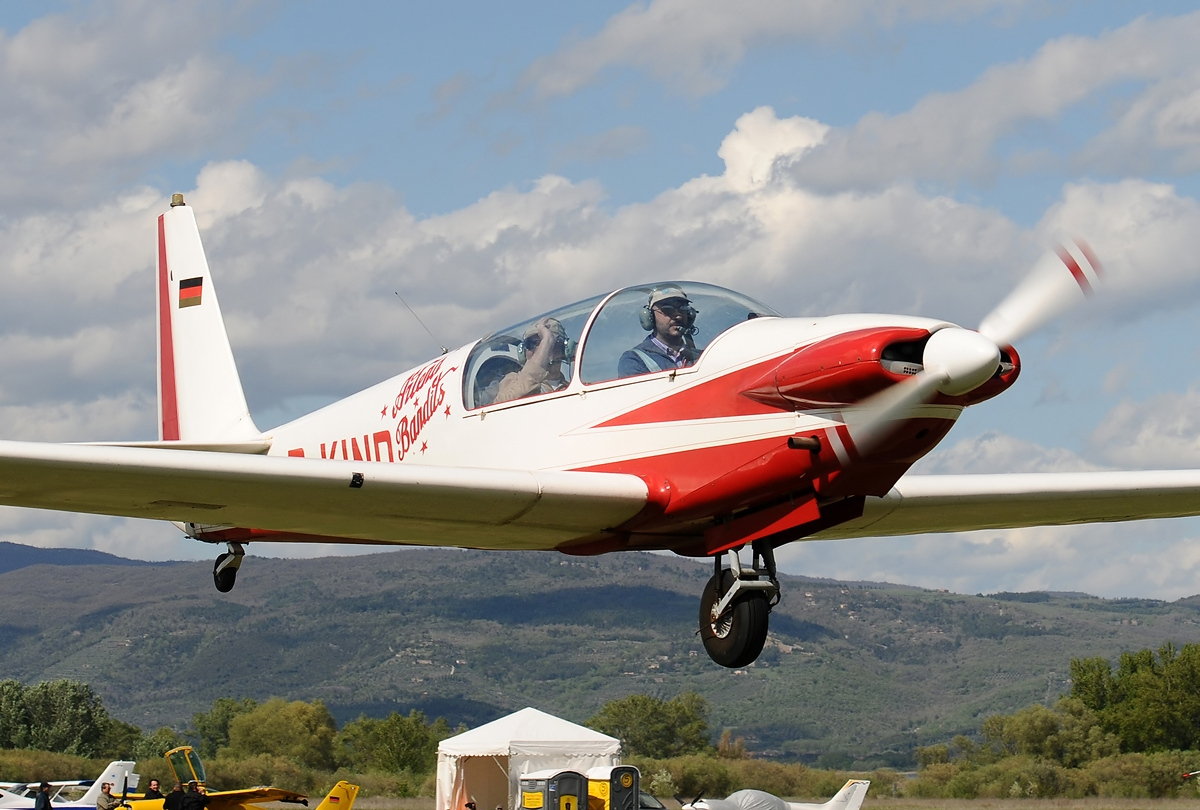
Ziviler Motorsegler Fournier RF-5

Allgemeine Luftfahrt (englisch General Aviation, GA) ist die Bezeichnung für die zivile Luftfahrt mit Ausnahme des Linien- und Bedarfsverkehrs. Sie umfasst bestimmte gewerbliche und jegliche private Flüge, die sowohl nach den Regeln für Sichtflüge (engl. visual flight rules, VFR) als auch für Instrumentenflüge (engl. instrument flight rules, IFR) durchgeführt werden können, zum Beispiel von Leichtflugzeugen, Geschäftsreiseflugzeugen oder von Rettungshubschraubern. Die allgemeine Luftfahrt stellt damit die Individualverkehrskomponente des Luftverkehrs dar.

## Bedeutung

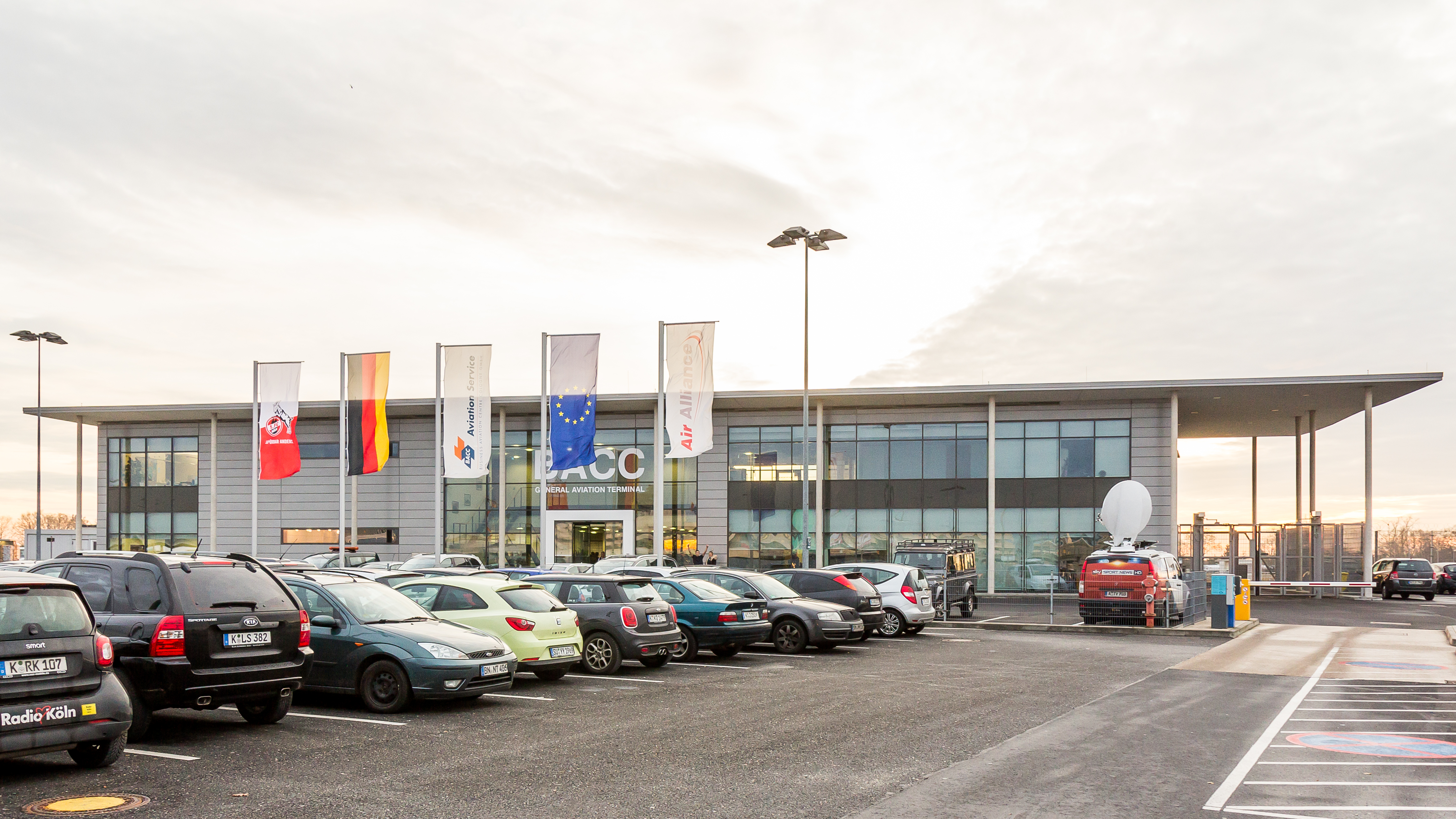
Abfertigungsbereich für die allgemeine Luftfahrt am Flughafen Köln/Bonn

Die allgemeine Luftfahrt ist nach Anzahl der Luftfahrzeuge wie auch nach der Zahl der Flugbewegungen der größte Bereich der zivilen Luftfahrt, nicht aber nach der Anzahl der Fluggäste und nach Frachtaufkommen. Sie findet im kontrollierten Luftraum statt (siehe Luftstraßen und die Terminal Areas um die kontrollierten Flugplätze), nimmt im Gegensatz zum Linienflug aber auch den unkontrollierten Luftraum in Anspruch.
Auf Flughäfen ist meistens ein spezieller Abfertigungsbereich für die allgemeine Luftfahrt vorhanden, der auf Englisch General Aviation Terminal bezeichnet wird.

## Kosten
Der Betrieb von Flugzeugen ist mit Kosten verbunden. Zu den Anschaffungs- und Betriebskosten kommen die laufenden Kosten für einen Stellplatz sowie die vorgeschriebenen regelmäßigen Nachprüfungen. Am günstigsten fliegen Segelflugzeuge, die keinen Treibstoff benötigen und technisch relativ einfach aufgebaut sind. Eine intensivere Nutzung von Flugzeugen verteilt die Fixkosten, sodass ein insgesamt niedrigerer Preis pro geflogener Stunde entsteht. Möglichkeiten zur Umsetzung bieten Luftsportvereine oder sogenannte Haltergemeinschaften, bei denen mehrere Piloten gemeinsam ein Flugzeug unterhalten. Günstiger als der Betrieb eines traditionellen Kleinflugzeuges ist der Betrieb von Ultraleichtflugzeugen. Grund hierfür sind unter anderem vereinfachte Zulassungs- und Wartungsbestimmungen sowie ein aus der Gewichtsbeschränkung resultierender geringerer Verbrauch.